# 福宝镇
福宝镇位于中国四川省泸州市合江县东南部，是中国历史文化名镇之一。又称福宝场、佛宝。东南部有佛宝国家森林公园。
福宝古镇位于蒲江（大漕河）东侧白色溪汇入处，大约始建于清代初年。新区则主要是近三十年间建设的，建于蒲江西侧。
福宝古镇只有一条街：回龙街，现存的古建筑大多分布在回龙街两侧。回龙街建于山冈之上，依山就势，上坡又下坡，街景变化多端，从场镇外侧看，也同样丰富多彩。

## 行政区划
福宝镇下辖以下地区：
回龙桥社区、天堂坝社区、高村、大亨村、岩口村、鲤鱼村、红岩村、铜鼓村、福田村、穆村、杨榜村、鹤招岭村、硝岩村、骑龙村、聂石坝村、渡口村、打撮坝村、燕口村、互爱村和鹿鸣村。